# Третья сторона
Третья сторона (третьи лица) — предполагаемые субъекты материальных правоотношений, взаимосвязанных со спорным правоотношением, являющимся предметом судебного разбирательства, вступающие или привлеченные в начавшийся между первоначальными сторонами процесс с целью защиты своих субъективных прав либо охраняемых законом интересов.
Третьи лица, заявляющие самостоятельные требования на предмет спора, могут вступить в дело до постановления судебного решения. Признаками третьих лиц данного вида является то, что они:
1. вступают в уже начавшийся процесс;
2. вмешиваются в уже возникший спор между сторонами;
3. их интересы противоречат, как правило, интересам обеих сторон;
4. заявляют самостоятельные требования на предмет спора;
5. отстаивают в процессе свои интересы, а значит их юридическая заинтересованность носит личный характер;
6. вступают в дело, предъявив иск к одной или к обеим сторонам.

Понятие третьей стороны используется также и при описании деятельности по оценке соответствия (например применительно к сертификации). Стандарт в области оценки соответствия устанавливает, что третья сторона - это "лицо или орган, независимое(ый) от лица или организации, предоставляющего(ей) объект, и от пользователя, заинтересованного в этом объекте." (п.2.4 ГОСТ ISO/IEC 17000-2012 Оценка соответствия. Словарь и общие принципы).

## Понятие третьих лиц в гражданском процессе
Кроме субъектов, участвующих в гражданском процессе в качестве истцов (соистцов) и ответчиков (соответчиков), в разрешении спора между ними могут быть заинтересованы и другие лица.
Третьи лица могут принять участие в производящемся между первоначальными тяжущимися процессе либо в роли самостоятельных истцов, либо в роли помощников одного из тяжущихся. Первая форма участия называется самостоятельным или главным вступлением, а вторая — пособничеством.
Например, по искам о разделе совместно нажитого имущества супругов в деле может быть заинтересован кто-либо из родственников, передавший им своё имущество во временное пользование. Лицо, управляющее транспортным средством, имеет интерес в деле по иску о причинении вреда источником повышенной опасности.
В приведенных случаях в сфере судебного исследования будет находиться не одно, а несколько материальных правоотношений в силу их неразрывной связи и взаимозависимости. Субъектам этих правоотношений предоставляется возможность защиты своих субъективных прав или охраняемых законом интересов в качестве третьих лиц.
Закон устанавливает, что для защиты своего самостоятельного требования на предмет спора, находящегося уже на рассмотрении суда, другое лицо вправе вступить в начавшийся процесс в качестве третьего лица с самостоятельными требованиями.

Так, в деле по спору о разделе дома между бывшими супругами Б. и Г. вступила в качестве третьего лица с самостоятельными требованиями С. — мать ответчика. Она указала, что на строительство спорного дома давала деньги, некоторые строительные материалы и просила ей выделить 1/3 часть дома.
В данном случае предметом судебного разбирательства будут одновременно два самостоятельных требования, вытекающие из различных правоотношений, которые суд должен разрешить по существу — требование Б. и Г. о разделе дома и требование С. о выделении ей 1/3 части дома. Эти правоотношения имеют один общий объект — домовладение.

Однако не всегда лицо, заинтересованное в деле, имеет самостоятельные требования на предмет спора. Оно может быть заинтересовано в исходе процесса постольку, поскольку решение по спору между сторонами может иметь предрешающее (преюдициальное) значение для правоотношения между таким лицом и одной из сторон в процессе. Поэтому закон устанавливает возможность участия в чужом процессе третьего лица без самостоятельных требований на предмет спора. Такое лицо может вступить в начавшийся процесс на стороне истца или ответчика по собственной инициативе или может быть привлечено по инициативе суда и лиц, участвующих в деле.

Например, в деле по иску А к организации о возмещении стоимости пальто, похищенного из гардероба, заинтересован принять участие в качестве третьего лица на стороне ответчика работник гардероба, поскольку в случае удовлетворения иска ответчик, выплатив истцу стоимость похищенного пальто по решению суда, имеет право предъявить иск к гардеробщику как материально-ответственному лицу.

Следовательно, в данном случае возможность предъявления в будущем регрессного иска ответчиком к третьему лицу и предопределяет юридический характер заинтересованности третьего лица без самостоятельных требований на предмет спора в деле между первоначальными сторонами.
Закон предоставляет любому гражданину или юридическому лицу, чьи права и законные интересы нарушены или оспорены, право на судебную защиту. Такая защита может быть осуществлена как путём возбуждения гражданского дела в суде и участия заинтересованных лиц в качестве сторон (соучастников) по делу, так и путём вступления (привлечения) заинтересованного лица в уже начавшийся процесс и участия в нем в качестве третьего лица. Третье лицо с самостоятельными требованиями и третье лицо без самостоятельных требований являются предполагаемыми участниками иного материального правоотношения, связанного с правоотношением между сторонами. Помимо обеспечения судебной защиты субъекту, не являющемуся стороной по делу, участие третьих лиц позволяет объединить в одном деле все доказательства, способствует экономии процесса, предотвращает вынесение судом противоречивых решений.

### Третьи лица, заявляющие самостоятельные требования
Закон дает возможность гражданину или юридическому лицу своевременно защитить своё субъективное право путём вступления в начатое дело в качестве третьего лица с самостоятельными требованиями.
Третьи лица, заявляющие самостоятельные требования на предмет спора, могут вступить в дело до постановления судом решения. Они пользуются всеми правами и несут все обязанности истца. Это означает, что третьи лица обладают всем комплексом процессуальных прав, присущих сторонам, имеют материальную и процессуальную заинтересованность в деле, несут судебные расходы, на них распространяются все материальные и процессуальные последствия вступившего в законную силу решения.
Для вступления в дело третье лицо с самостоятельными требованиями должно обладать правом на предъявление иска и соблюсти установленный законом порядок его предъявления. Основание, по которым возможен отказ в приеме искового заявления, распространяется и на третьих лиц с самостоятельными требованиями.
Таким образом, если гражданин или юридическое лицо выразили желание на участие в деле в качестве третьего лица с самостоятельными требованиями, если имеются необходимые предпосылки на предъявление иска и соблюден установленный законом порядок его предъявления, то суд должен принять исковое заявление третьего лица. В то же время суд не может привлечь третье лицо для участия в деле, если оно не даст своего согласия и не предъявляет самостоятельных требований на предмет спора к первоначальным сторонам.
Третьими лицами, которые заявляют самостоятельные требования, называются субъекты гражданских процессуальных правоотношений, которые вступают в затронутое в суде дело, предъявив иск против предмета спора до одной или двух сторон, с целью защитить личные субъективные материальные права или охраняемые законом интересы.
Характерным признаком этого вида третьих лиц есть не наличие самостоятельных прав на предмет спора, которые могут быть определены только судебным решением по рассмотрению дела в сущности, а заявление самостоятельного требования на предмет спора между сторонами, которое предъявляется по их делу. Так, третьим лицом будет организация, которая вступила в дело по спору между наследниками о делении наследственного имущества, между предъявляемых самостоятельных исковых требований.

### Третьи лица, не заявляющие самостоятельные требования
Третьими лицами, которые не заявляют самостоятельных требований на предмет спора, называются субъекты гражданских процессуальных правоотношений, которые принимают участие в процессе по делу на стороне истца или ответчика с целью защиты своих субъективных прав и интересов.
Одно и то же лицо может принимать участие в деле как третье лицо только со стороны одной стороны, но на стороне одной стороны могут принимать участие несколько третьих лиц, которые не заявляют самостоятельных требований.
Третьи лица, не заявляющие самостоятельных требований на предмет спора, могут вступить в дело на стороне истца или ответчика, если решение по делу может повлиять на их права или обязанности по отношению к одной из сторон. Они пользуются процессуальными правами и несут процессуальные обязанности стороны, кроме права на изменение основания и предмета иска, увеличение или уменьшение размера исковых требований, а также на отказ от иска, признание иска или заключение мирового соглашения, на требование принудительного исполнения судебного решения.
Вступление в дело истца на стороне истца или ответчика не создает для третьих лиц положения стороны (соучастника) по спору между истцом и ответчиком. Третье лицо не является предполагаемым субъектом спорного материального правоотношения и не предъявляет никаких требований на объект спора. Поэтому закон и не предоставляет третьему лицу, не заявляющему самостоятельных требований, полный объем прав и обязанностей стороны. Однако, поскольку третьи лица участвуют в деле на стороне истца или ответчика, они, следовательно, содействуют защите субъективных прав и охраняемых законом интересов сторон.
Участие третьих лиц, не заявляющих самостоятельных требований на предмет спора, обеспечивает выполнение целого комплекса процессуальных задач:
- во-первых, защиту материально-правовых интересов граждан, организаций, выступающих в процессе в качестве третьего лица;
- во-вторых, содействие в защите субъективных прав граждан и организаций, выступающих в качестве сторон по делу;
- в-третьих, всестороннее и полное в соответствии с объективной истиной установление всех обстоятельств по делу;
- в-четвертых, экономию времени и сил суда.

### Нормативные акты и литература
1. Гражданский процессуальный кодекс по состоянию на 1 сентября 2017 года.
2. Кодекс законов о труде с изменениями и дополнениями по состоянию на 1 ноября 2000 года. - он уже давно не действует
3. Кодекс законов о браке и семье с изменениями и дополнениями. - он уже давно не действует
4. Аргунов В. Участие в гражданском процессе третьих лиц с самостоятельными требованиями // Сов. Юстиция, 1983, № 8.
5. Кнышин В., Треушников Н. Привлечение в процессе третьих лиц по делам о восстановлении на работе // Сов. Юстиция, 1982, № 14 — с. 24.
6. Кузьменко С. Г. Гражданский процесс в вопросах и ответах: Учебное пособие — Донецк: Академия, 1998.
7. Гражданский процесс. Учебник для вузов / Под ред. Проф. М. К. Треушникова. — 2-е изд доп. и испр. — М: «Спарк», 1998.